# Fall Babylon Fall
Fall Babylon Fall è l'album di debutto del gruppo musicale svedese di genere progressive doom metal dei Veni Domine, realizzato nel 1992.
Nel 2010 HM Magazine lo ha piazzato al 38º posto nella classifica dei 100 migliori album di christian metal di tutti i tempi.

## Tracce
1. Face of the Prosecutor - 8:14
2. King of the Jews - 8:12
3. In the Day of the Sentinel - 7:14
4. Wisdom Calls - 6:44
5. Armageddon - 7:34
6. O Great City - 8:05
7. The Chronicle of the Seven Seals - 21:21
8. Visions (Bonus Track presente solo nella riedizione) - 4:04